# جغرافیای قرقیزستان

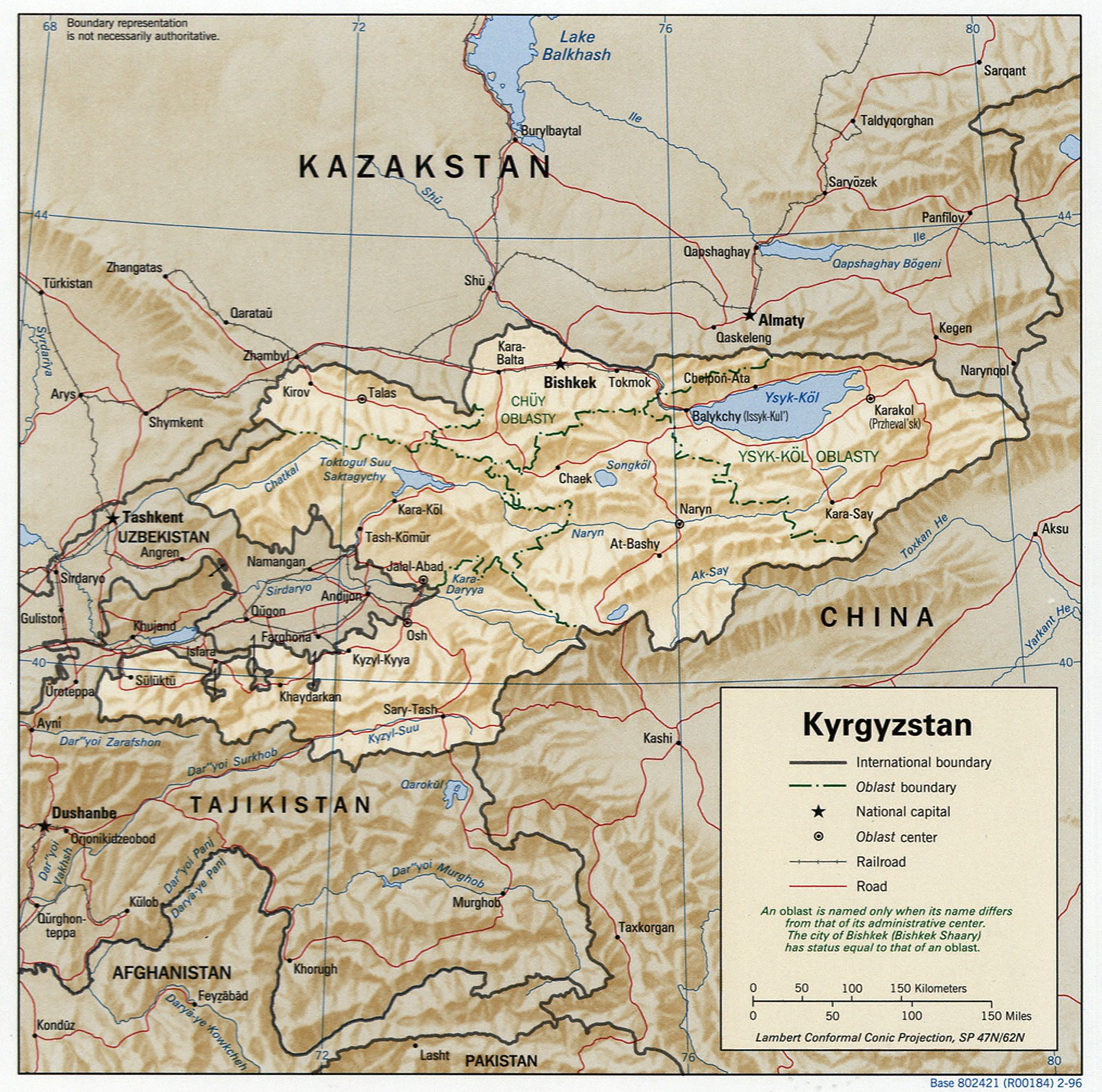
نقشهٔ قرقیزستان در میان همسایگانش

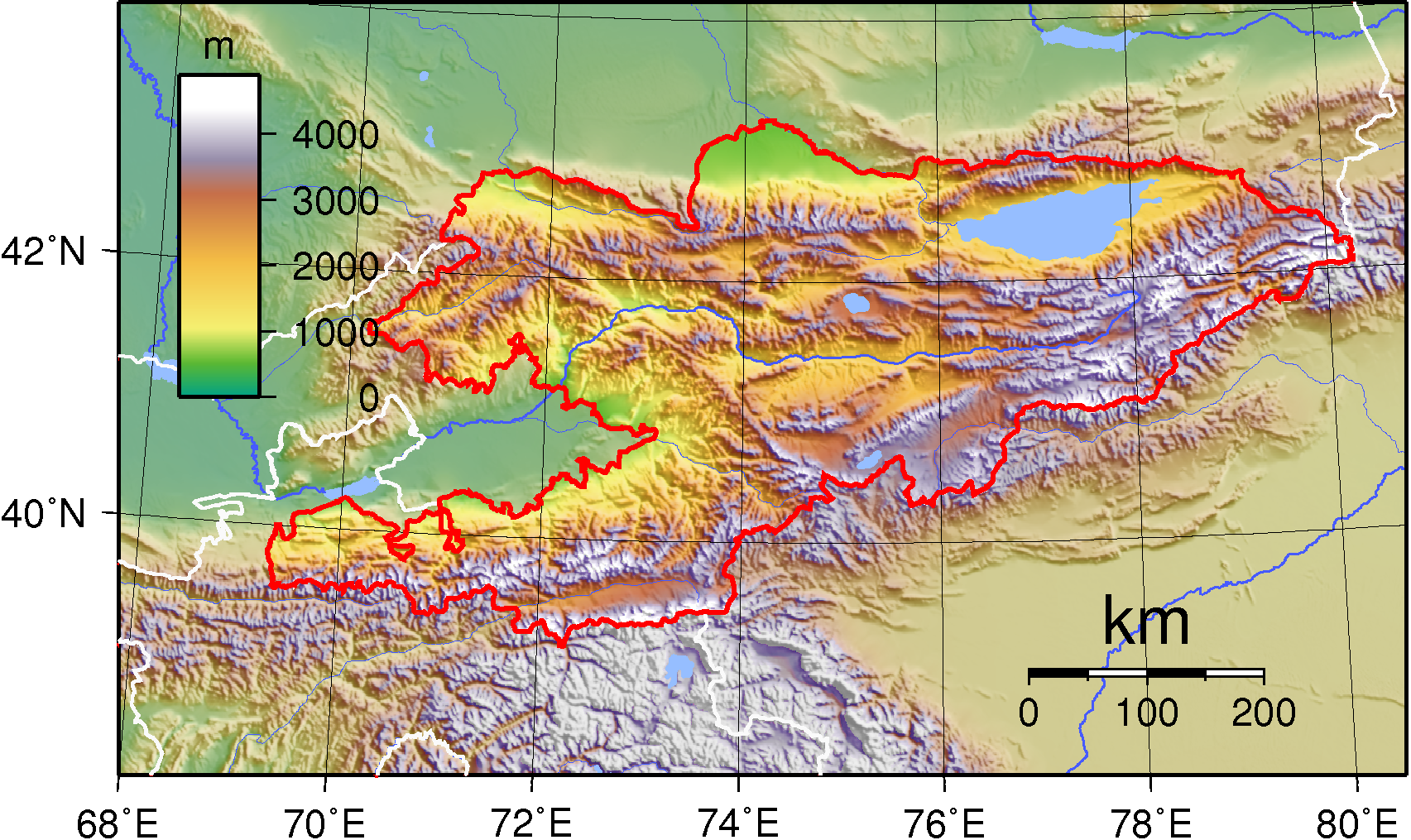
نقشهٔ ناهمواری‌های قرقیزستان

قرقیزستان کشوری محصور به خشکی در آسیای میانه است. مساحت این کشور ۱۹۹٬۹۵۱ کیلومترمربع، کمی بیشتر از استان کرمان، است. قرقیزستان یکی از کوچک‌ترین کشورهای آسیای میانه است. بیشترین گسترش خاوری-باختری این کشور ۹۰۰ کیلومتر و بیشترین گسترش شمالی-جنوبی آن ۴۱۰ کیلومتر است.
قرقیزستان در خاور و جنوب‌خاوری با چین، در شمال با قزاقستان، در باختر با ازبکستان، و در جنوب با تاجیکستان هم‌مرز است. مرزهای مشترک این کشور با تاجیکستان و ازبکستان در درهٔ فرغانه بسیار پرپیچ‌وخم است.
ارتفاع میانگین قرقیزستان ۲٬۷۵۰ متر است: بلندترین نقطهٔ آن، قلهٔ جنگش چاقوسو با ۷٬۴۳۹ متر و پایین‌ترین نقطه‌اش با ۳۹۴ متر در درهٔ فرغانه نزدیک اوش است. نزدیک به ۹۰٪ گسترهٔ این کشور، ۱٬۵۰۰ متر بالاتر از سطح آب‌های آزاد است.
قرقیزستان تابستان‌های معتدل و زمستان‌های بسیار سخت دارد. میزان بارندگی سالانه بین ۱۰۰ تا ۵۰۰ میلی‌متر است. در رشته‌کوه فرغانه، این میانگین سالانه ۷۵۰–۱٬۰۰۰ میلی‌متر افزایش می‌یابد. جمعیت کشور در منتهی‌الیه غربی و بخش‌های شمالی کشور (دامنه‌های فرغانه، آبخوان‌های شمالی کوه‌های تیان‌شان، درهٔ چو و سواحل دریاچهٔ ایسیق‌کول) متمرکز شده‌است.
رودخانهٔ نارین، شاخهٔ سیردریا، جریان اصلی رودخانه‌ای کشور است. در سمت شمال حوضهٔ بزرگ دریاچهٔ ایسیق‌کول واقع شده‌است که در ارتفاعی بیش از ۱٬۶۰۰ متر جای گرفته‌است. این کشور به‌جز در جلگه‌های رودخانهٔ نارین از آب و هوای کوهستانی برخوردار است.

## کوه‌ها
قرقیزستان کوهستانی است و ناهمواری‌هایی زیادی دارد. مهم‌ترین رشته‌کوه‌های آن پامیر-آلای (آلایسکی) است (با ارتفاعات بالاتر از ۴٬۰۰۰ متر)، تیان شان که در آن قله‌های پوبدی، ۷٬۴۳۹ متر ارتفاع، و خان تنگری، ۶٬۹۹۵ متر ارتفاع، و فرغانه قرار دارد)، که از جنوب شرقی به شمال غربی از مرکز کشور عبور می‌کند). 
بیشتر پهنهٔ قرقیزستان را دو رشته‌کوه تیان‌شان و پامیر پوشانده‌اند که روی‌هم نزدیک به ۶۵٪ گسترهٔ این کشور را دربرمی‌گیرد. بخش رشته‌کوه آلای از تیان‌شان، کمان جنوب‌غربی کشور را پوشانده و در خاور، بخش اصلی رشته‌کوه تیان‌شان در راستای مرز مشترک قرقیزستان و چین به شرق کشیده شده و تا درون استان خودمختار سین‌کیانگ چین ادامه می‌یابد.